# Jung Sang-bin
Jung Sang-bin (en coreano: 정상빈; Cheonan, Chungcheong del Sur, 1 de abril de 2002) es un futbolista surcoreano que juega en la demarcación de delantero para el St. Louis City SC de la Major League Soccer.

## Selección nacional
Tras jugar en la selección de fútbol sub-17 de Corea del Sur, finalmente hizo su debut con la selección absoluta el 9 de junio de 2021 en un encuentro de clasificación para la Copa Mundial de Fútbol de 2022 contra Sri Lanka que finalizó con un resultado de 5-0 a favor del combinado surcoreano tras los goles de Lee Dong-gyeong, Hwang Hee-chan, un doblete de Kim Shin-wook y otro del propio Jung.

### Goles internacionales
| # | Fecha              | Lugar                                    | Oponente  | Gol | Resultado | Competición                                |
| - | ------------------ | ---------------------------------------- | --------- | --- | --------- | ------------------------------------------ |
| 1 | 9 de junio de 2021 | Estadio de Goyang, Goyang, Corea del Sur | Sri Lanka | 5–0 | 5–0       | Clasificación para la Copa Mundial de 2022 |

## Estadísticas

### Clubes
| Club                    | País           | Año       | Partidos | Goles |
| ----------------------- | -------------- | --------- | -------- | ----- |
| Suwon Samsung Bluewings | Corea del Sur  | 2020-2021 | 31       | 6     |
| Grasshoppers (cedido)   | Suiza          | 2022-2023 | 15       | 0     |
| Minnesota United F. C.  | Estados Unidos | 2023-2025 | 81       | 7     |
| St. Louis City SC       | Estados Unidos | 2025-     |          |       |